# Zednictví

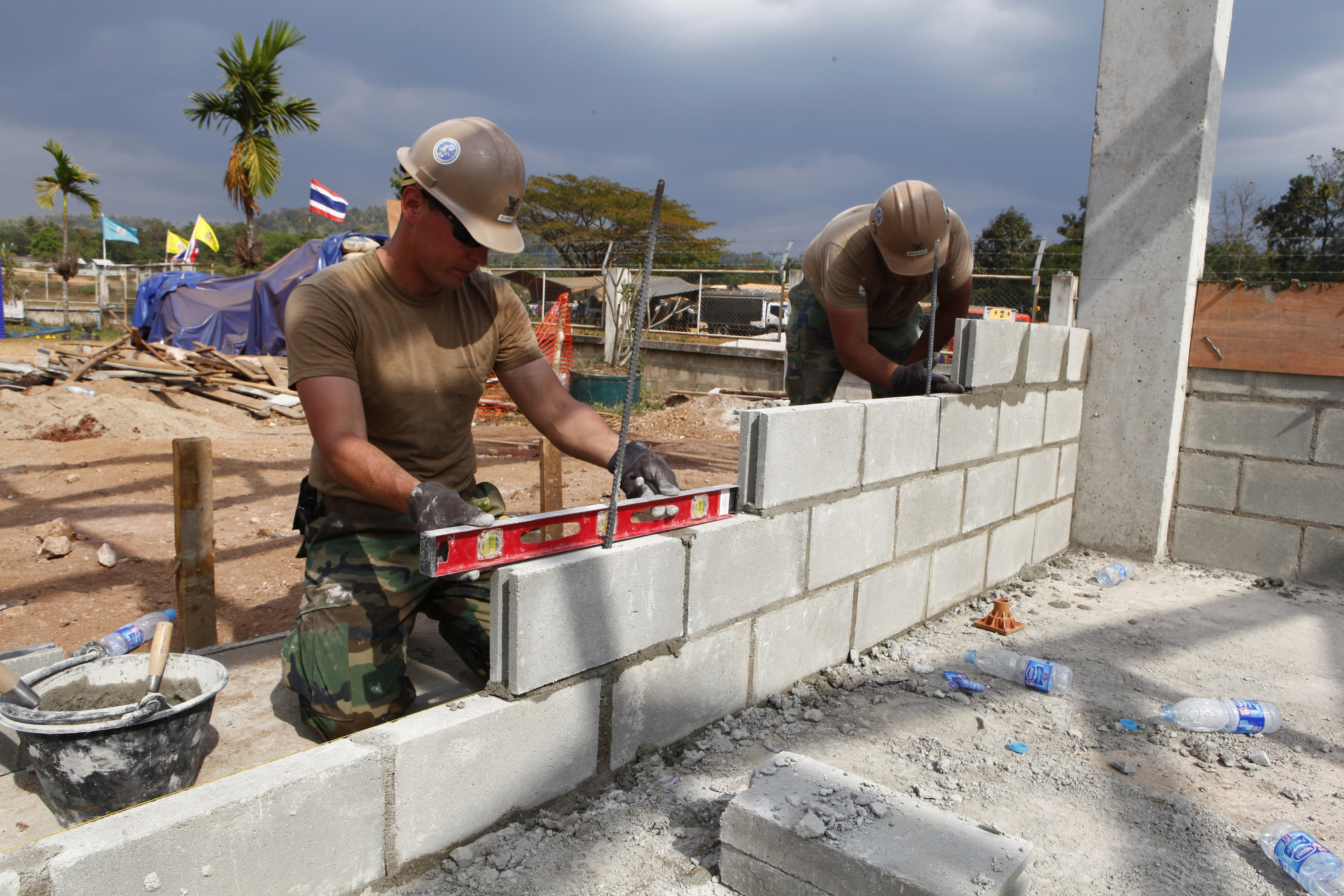
Kontrola vodorovné roviny zdi z úzkých betonových tvarovek provázaných ocelovou výztuží pomocí vodováhy. Ženijní zedníci amerického námořnictva při stavbě školy v Thajsku.

Zednictví je stavební obor zabývající se stavbou, opravami a částečně i bouráním konstrukčních částí staveb, ke kterým patří základy stavby, zdi a příčky, podklady podlah a stropy. Zedník pracuje především se stavebními hmotami s obsahem vody: např. pro základy a podlahy s betonem, stavební prvky (cihly, pórobetonové tvárnice ad.) spojuje maltou či stavebním lepidlem, povrchy stěn a stropu upravuje omítkou, keramické obklady stěn a podlah lepí speciálním lepidlem. Doplňkově pracuje i s montovanými díly jako je sádrokarton.
Některé činnosti, např. při větším rozsahu či náročnosti, vykonávají specializované profese jako je betonářství, sádrokartonářství nebo obkladačství, dříve i omítkářství. Zedníci se neuplatňují u konstrukčně dřevěných částí staveb (krovy, roubené stavby ap.), kde pracují tesaři. Podobně ani stavba montovaných a modulárních staveb není oborem zednictví.

## Historie
Zednictví je jedním z nejstarších stavebních řemesel na světě. Stavby egyptských pyramid, římských akvaduktů a středověkých katedrál patří mezi výzamné příklady. Rané konstrukce využívaly tíhu samotného zdiva ke stabilizaci konstrukce proti bočním pohybům. Typy a techniky používaného zdiva se vyvíjely s architektonickými potřebami a kulturními normami. Od poloviny 20. století má zdivo často prvky vyztužené ocelí, které pomáhají přenášet tahovou sílu přítomnou v moderních tenkých, lehkých a vysokých stavebních systémech.

## Způsob práce
Na pracích menšího rozsahu (např. opravy v bytě) pracuje zedník zpravidla samostatně, na větších stavbách ve skupinách s rozdělením úkolů pod vedením stavbyvedoucího nebo jiné pověřené osoby. V obou případech mohou zedníkům pomáhat přidavači (pomocní stavební dělníci), kteří například míchají maltu či beton, dopravují stavební materiál na místo použití, provádějí bourací a další neodborné práce.

## Základní zednické náčiní

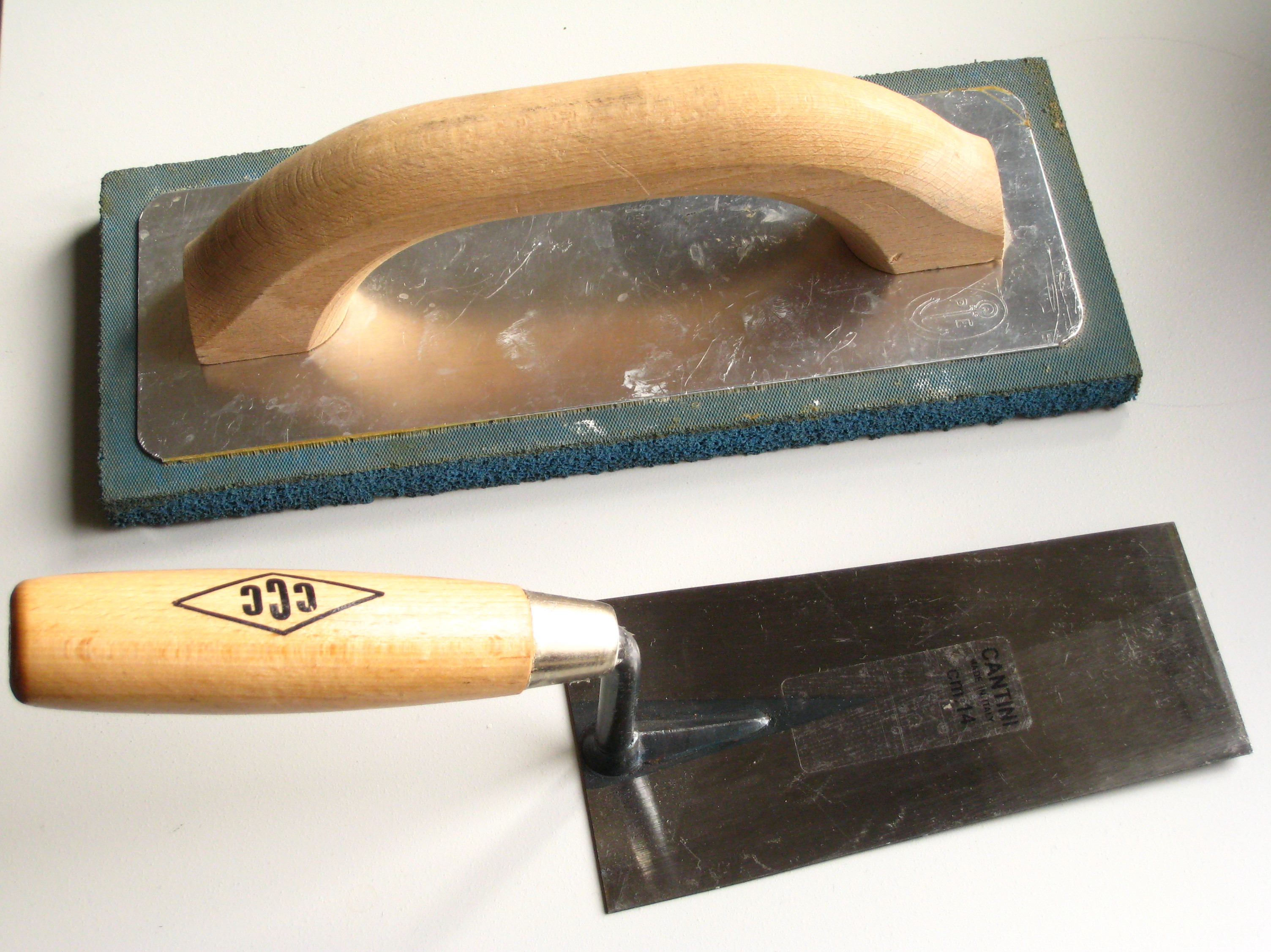
Zednická lžíce k nanášení malty a hladítko s pěnovou gumou k uhlazování povrchu.

- zednická lžíce
- zednické kladivo
- zednická naběračka
- hladítko
- olovnice
- vodováha
- lešení
- (( lopata))

## Zajímavosti z historie
- V letech padesátých 20. století se v Československu (dle sovětského vzoru) učila i děvčata na zedníka (např. v Miroticích u Písku). Říkalo se jim zednička, zedničky. Přímo o zedničkách pojednává i budovatelský film Štika v rybníce z roku 1952, režie Vladimír Čech.[2]

- Už za časů rakouské monarchie se používalo úsloví: Jeřabiny rudnou, a zedníci blednou.[3] Příchodem zimy se na stavbách končilo, a bylo po výdělku. Zedníci pak začínali až na sv. Josefa dne 19. března.
- Za totality došlo k velkému znevážení a úpadku zednického řemesla. Do učení byly přijímáni i žáci ze sedmých tříd, bylo úsloví: Je tak hloupý, že bude moci jít jedině na zedníka. Mnozí zedníci nebyli schopni samostatné práce : Vše jim musel vyměřit mistr, který pak vyzdíval rohy, zedníci jen pokládali řady cihel a.t.d. Po revoluci byli tito zedníci propuštěni, velmi stouply nároky na kvalitu práce, a firmy požadovaly samostatně pracující pracovníky.[zdroj?]

## Příbuzné obory
- komínářství
- kamenictví - kameníci dodávají zedníkům hrubý nebo opracovaný stavební kámen, při suchém zdění tvarovaných prefabrikátů sami kamenné články usazují.
- štukatérství – náročnější práce se štukem
- šamotářství – bílí zedníci provádějící např. vyzdívání vysokých pecí šamotovými cihlami s minimálními spárami